# B. P. Schulberg
B.P. Schulberg, nascut Percival Schulberg, (Bridgeport, 19 de gener de 1892 - Key Biscayne, 25 de febrer de 1957) va ser un productor i executiu d'estudis de cinema estatunidenc.

## Biografia
Nascut Percival Schulberg va prendre el nom de Benjamin del nen que tenia davant quan es va inscriure a l'escola per evitar la burla del seu nom.
Schulberg va quedar impressionat amb les pel·lícules d'Edwin S. Porter i va aconseguir una feina amb el famós director com a guionista. Es va convertir en gestor de publicitat a Famous Players–Lasky, però en la lluita pel poder al voltant de la formació de la United Artists va acabar en el bàndol perdedor i va perdre la feina. Més tard, el públic es va assabentar que era idea de Schulberg reunir els "Big-4" abans que fossin fundats. Va ser un dels membres fundadors de l' Associated Motion Picture Advertisers.
El 1919, als 27 anys, va fundar Preferred Pictures i la va construir al voltant de l'actriu Katherine MacDonald. El 1923, el seu vell company d'escola i soci Jack Bachman el va convèncer d'oferir a una estrella de Nova York, Clara Bow, de 18 anys, un contracte de prova de tres mesos. Als pocs dies de la seva arribada, va passar a formar part de l'estoc permanent de l'estudi.
El 21 d'octubre de 1925, Preferred Pictures de Schulberg es va declarar en fallida, amb deutes de 820.774 dòlars i actius de només 1.420 dòlars a causa de la seva addicció al joc. Tres dies després es va anunciar que Schulberg s'uniria amb Adolph Zukor i es va convertir en productor associat de la Paramount Pictures, portant allí la seva organització, és a dir, Clara Bow.
Com a cap de producció de Paramount, Schulberg va produir èxits protagonitzats per Bow com It i Wings, que van guanyar el primer premi de l'Acadèmia a la millor pel·lícula a la primera cerimònia de lliurament de premis el 1929.
Schulberg va utilitzar la seva formació en publicitat per crear algunes de les frases i eslògans més coneguts del cinema. Va batejar a Mary Pickford com "America's Sweetheart" ((l'amor d'Amèrica) i va proposar els eslògans "Famous Players in Famous Plays" i "If it's a Paramount Picture, it's the best show in town". Durant el seu temps a Paramount, també va ajudar a llançar les carreres de Cary Grant, Ernst Lubitsch, Emil Jannings, Maurice Chevalier, Marlene Dietrich i Shirley Temple.
En una època en què la indústria cinematogràfica estava plena d'executius d'estudis conservadors, B.P. Schulberg era un liberal del "New Deal", descrit per la revista Moving Pictures com "un liberal polític al món reaccionari de Mayer i Hearst ".
El 1931, la estrella de Paramount, Clara Bow, va abandonar l'estudi i, al cap d'un any, Schulberg va tornar a la producció de pel·lícules independents. El 1937, Paramount va deixar de distribuir les seves pel·lícules i va romandre fora del negoci fins al 1940 quan va començar a produir per a Columbia Pictures. Va produir sis pel·lícules per a Columbia en tres anys.
L'any 1950, després de sentir-se oblidat i poc valorat per Hollywood, va oferir sense èxit els seus serveis als diaris comercials del cinema. Va patir un ictus el mateix any i es va jubilar definitivament. Schulberg va morir a casa seva a Key Biscayne, el 25 de febrer de 1957. El seu fill Budd va declarar el 1981: "L'hi vaig donar suport completament durant els últims cinc anys de la seva vida".
Per la seva contribució a la indústria del cinema, B.P. Schulberg té una estrella al Passeig de la Fama de Hollywood al 1500 Vine Street. L'"Edifici de producció" dels estudis Paramount va ser rebatejat com a "Edifici Schulberg" en el seu honor.
El 1913, es va casar amb Adeline Jaffe, que també era jueva i que havia fundat una agència de talent presa pel seu germà, el productor/agent de talent Sam Jaffe . Es van convertir en els pares del reconegut novel·lista i guionista, Budd Schulberg, del productor Stuart Schulberg i de l'escriptora Sonya Schulberg O'Sullivan. Es van divorciar el 1933.

## Filmografia parcial
- Get Your Man (1921)
- The Woman Conquers (1922)
- The Woman's Side (1922)
- Thorns and Orange Blossoms (1922)
- Heroes and Husbands (1922)
- Refuge (1923)
- April Showers (1923)
- Maytime (1923)
- Mothers-in-Law (1923)
- Are You a Failure? (1923)
- Poor Men's Wives (1923)
- Chastity (1923)
- The Scarlet Lily (1923)
- The Hero (1923)
- White Man (1924)
- The Breath of Scandal (1924)
- The Triflers (1924)
- My Lady's Lips (1925)
- The Mansion of Aching Hearts (1925)
- The Other Woman's Story (1925)
- With This Ring (1925)
- The Boomerang (1925)
- The Lawful Cheater (1925)
- Parisian Love (1925)
- Free to Love (1925)
- The Plastic Age (1925)
- Mantrap (1926)
- The Eagle of the Sea (1926)
- It (1927)
- Wedding Bills (1927)
- The Whirlwind of Youth (1927)
- Wings (1927)
- Special Delivery (1927)
- Underworld (1927)
- Swim Girl, Swim (1927)
- The Woman on Trial (1927)
- Beau Sabreur (1928)
- Red Hair (1928)
- The First Kiss (1928)
- The Love Doctor (1929)
- The Greene Murder Case (1929)
- El virginià (The Virginian) (1929)
- Dangerous Paradise (1930)
- Paramount on Parade (1930) coproductor
- No Limit (1931)
- Make Me a Star (1932)
- Million Dollar Legs (1932)
- Madame Butterfly (1932)
- Three-Cornered Moon (1933)
- Luxury Liner (1933)
- The Crime of the Century (1933)
- Pick-Up (1933)
- The Girl in 419 (1933)
- Jennie Gerhardt (1933)
- Her Bodyguard (1933)
- Good Dame (1934)
- Thirty Day Princess (1934)
- Little Miss Marker (1934)
- Kiss and Make-Up (1934)
- Behold My Wife! (1934)
- She Couldn't Take It (1935)
- Crime and Punishment (1935)
- Meet Nero Wolfe (1936)
- Counterfeit (1936)
- Wedding Present (1937)
- A Doctor's Diary (1937)
- The Great Gambini (1937)
- She's No Lady (1937)
- Bedtime Story (1941)
- The Adventures of Martin Eden (1942)
- The Wife Takes a Flyer (1942)
- Flight Lieutenant (1942)
- City Without Men (1943)